# 趙知禮
趙知禮（519年—565年），字齊旦，天水郡隴西縣人，南梁、南陳官员。
趙知禮的父親趙孝穆是南梁的候官令。他涉獵文學與史書，擅長隸書，陳霸先征討元景仲，他被推薦任用為記室參軍。趙知禮思考敏捷，每次編寫軍書，下筆就完成，一概符合上意；於是他經常侍奉陳霸先左右，委以重任，當時的計畫都有份參與。他也會提出興革的建議，陳霸先征伐侯景，軍隊到白茅灣，上表梁元帝及王僧辯關於軍事的意見都由趙知禮制定。討平侯景後，朝廷授趙知禮為中書侍郎，封始平縣子，食邑三百戶。陳霸先擔任司空，委任為從事中郎；之後陳霸先輔政，他遷官給事黃門侍郎，兼衛尉卿。南陳建立，趙知禮為通直散騎常侍，管理殿省，不久改任散騎常侍，守太府卿，代理领军的事务。
天嘉元年（560年），趙知禮進爵為始平縣伯，增食邑到七百戶。王琳被討平，授持節、督吳州諸軍事、明威將軍、吳州刺史。他沉靜有謀略，每逢軍國大事，陳文帝總會用璽封文書詢問之；任滿後，趙知禮為明威將軍、太子右衛率，遷為右衛將軍，領前軍將軍。天嘉六年（565年）他去世，虛歲四十七。贈官侍中，諡忠，兒子趙允恭嗣爵。

## 引用
1. 1 2  《陳書·卷十六·列傳第十》：趙知禮字齊旦，天水隴西人也。父孝穆，梁候官令。知禮涉獵文史，善隸書。高祖之討元景仲也，或薦之，引為記室參軍。知禮為文贍速，每占授軍書，下筆便就，率皆稱旨。由是恆侍左右，深被委任，當時計畫，莫不預焉。知禮亦多所獻替。高祖平侯景，軍至白茅灣，上表於梁元帝及與王僧辯論述軍事，其文並知禮所制。
2. 1 2  《南史·卷六十八·列傳第五十八》：趙知禮字齊旦，天水隴西人也。父孝穆，梁候官令。知禮涉獵文史，善書翰。陳武帝之討元景仲也，或薦之，引為書記。知禮為文贍速，每占授軍書，下筆便就，率皆稱旨。由是恒侍左右，深被委任，當時計畫，莫不預焉。武帝征侯景，至白茅灣，上表于梁元帝及與王僧辯論軍事，其文並知禮所制。
3. ↑  《陳書·卷十六·列傳第十》：侯景平，授中書侍郎，封始平縣子，邑三百戶。高祖為司空，以為從事中郎。高祖入輔，遷給事黃門侍郎，兼衛尉卿。高祖受命，遷通直散騎常侍，直殿省。尋遷散騎常侍，守太府卿，權知領軍事。
4. ↑  《南史·卷六十八·列傳第五十八》：及景平，授中書侍郎，封始平縣子。陳受命，位散騎常侍、太府卿，權知領軍事。
5. ↑  《陳書·卷十六·列傳第十》：天嘉元年，進爵為伯，增邑通前七百戶。王琳平，授持節、督吳州諸軍事、明威將軍、吳州刺史。知禮沈靜有謀謨，每軍國大事，世祖輒令璽書問之。秩滿，為明威將軍、太子右衛率。遷右衛將軍，領前軍將軍。六年卒，時年四十七。詔贈侍中，諡曰忠。子允恭嗣。
6. ↑  《南史·卷六十八·列傳第五十八》：天嘉元年，進爵為伯。王琳平，授吳州刺史。知禮沈靜有謀謨，每軍國大事，文帝輒令璽書問之。再遷右將軍，領前軍將軍。卒，贈侍中，諡曰忠。子元恭嗣。

## 延伸阅读
[在维基数据编辑]
 《陳書·卷16》，出自姚思廉《陳書》
 《南史/卷68》，出自李延壽《南史》